# 화염방사전차

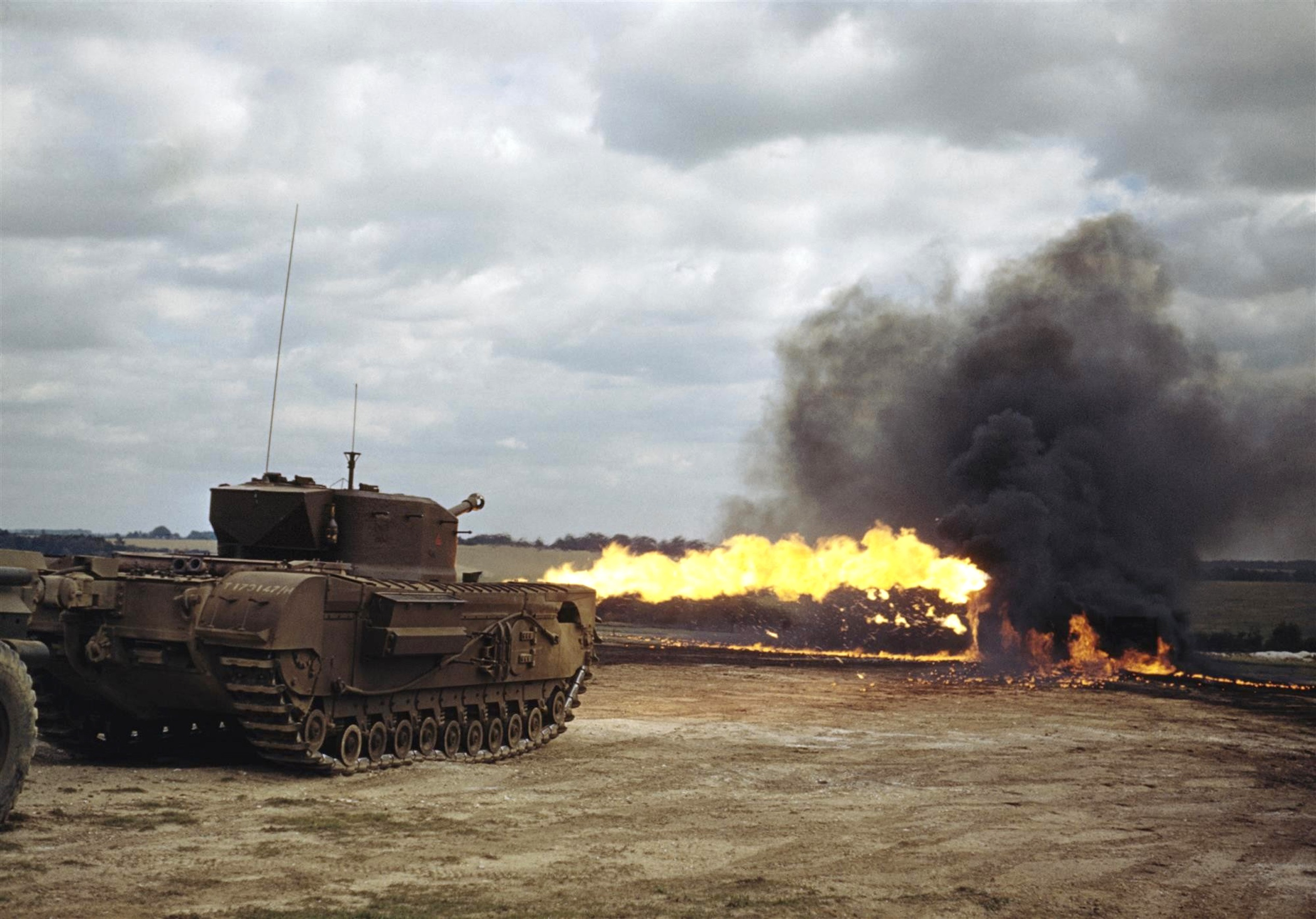
대표적인 화염방사전차인 처칠 크로커다일.

화염방사전차(한국 한자: 火炎放射戰車, 영어: Flame tank)는 전차의 포탑이나 차체에 화염방사기를 탑재한 것으로, 주로 진지, 참호, 숲, 건물을 공격할 때 사용한다. 최초의 화염방사전차는 1936년 제2차 이탈리아-에티오피아 전쟁 당시 이탈리아 왕국 육군이 사용하였으며, CV-33의 차체에 트레일러 형식으로 유조탑을 설치해 화염을 방사하였다. 제2차 세계 대전 때부터 소련군과 독일군이 체계적으로 화염방사전차를 생산했으며, 영국과 미국, 일본, 이탈리아 왕국 등도 각 군에 화염방사전차를 도입했다. 제2차 세계 대전이 끝난 이후에는 베트남 전쟁에서 사용했으며, 21세기부터는 열 압력탄과 백린탄의 사용으로 점차 그 비중이 감소하고 있다.

## 같이 보기
- 호바트의 장난감